# Vegamián
Vegamián est une commune disparue, appartenant à la région de la Montaña Oriental (au nord-est de la province de León), située sur les rives de la rivière Porma. Après une décision prise en 1967, la commune a définitivement disparu le 23 juin 1969, sous les eaux du réservoir Juan Benet (es).

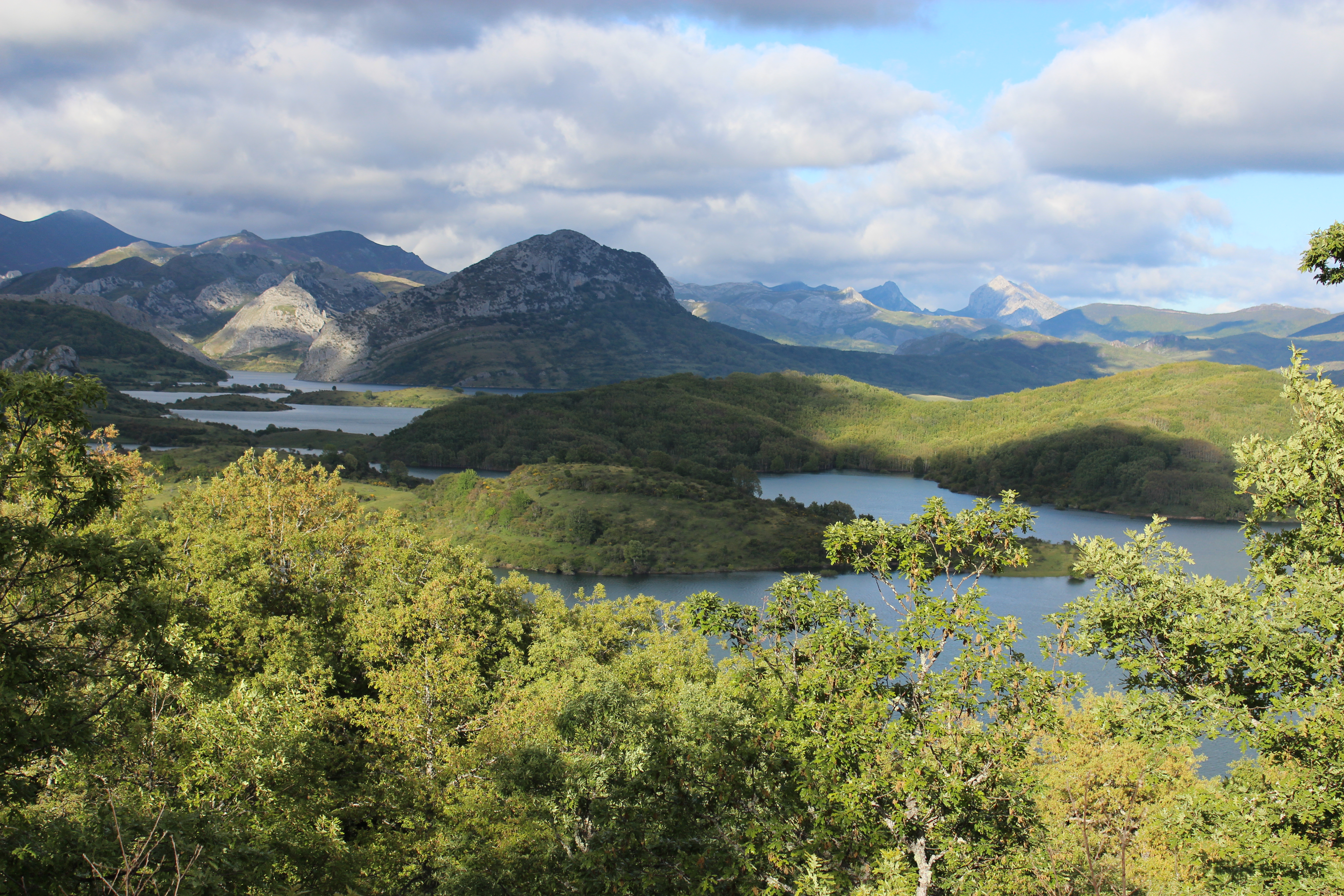
Embalse del Porma.